# Догерти, Брэнт
Брэнт Дэвид Догерти (англ. Brant David Daugherty; род. 20 августа 1985, Мейсон, Огайо, США) — американский актёр. Наиболее известен по роли Ноэля Канна в телесериале «Милые обманщицы». С 2012 по 2013 год снимался в телесериале «Дни нашей жизни» в роли Брайана.

## Биография

### Ранние годы
Догерти родился и вырос в городе Мейсон, штат Огайо, в семье Дэвида Догерти (учитель искусства) и Мэри Бет Догерти (урожденная Хирт), которая оказывает реабилитационные услуги детской больнице в городе Цинциннати. Его отец умер от рака 19 февраля 2009 года в возрасте 57 лет. У него есть брат Адам и сестра Кейти.
Брэнт обучался в «William Mason High School», где играл в футбол. В 2008 году, после окончания обучения в колледже «Columbia College Chicago» он переехал в Лос-Анджелес. В настоящее время проживает в Западном Голливуде.

### Карьера
В 2013 году Брэнт играл повторяющуюся роль в 7 сезоне телесериала «Армейские жёны». В том же году он был выбран на роль Дэйла в фильме «Очень голодные игры». В 2014 году снялся в одном эпизоде телесериала «Управление гневом».
Он участвовал в 17 сезоне шоу «Танцы со звёздами» с профессиональной танцовщицей Петой Маргатройдон. Они выбыли на восьмой неделе заняв 7 место.
В 2016 году был выбран на роль Люка Сойера в фильме «Пятьдесят оттенков свободы».

### Личная жизнь
В 2016 году начал встречаться с актрисой Кимберли Идальго. В феврале 2018 года, во время поездки в Амстердам, пара обручилась. 15 июня 2019 года они поженились. 24 марта 2021 года у супругов родился сын Уайлдер Дэвид Догерти.

## Фильмография
| Год       |     | Русское название           | Оригинальное название | Роль                   |
| --------- | --- | -------------------------- | --------------------- | ---------------------- |
| 2008      | кор | Подвешенный                | Suspended             | Билл                   |
| 2009      | с   | Частная школа              | Private               | Томас Пирсон           |
| 2010—2017 | с   | Милые обманщицы            | Pretty Little Liars   | Ноэль Канн             |
| 2011      | с   | Спортивные супергерои      | Super Sportlets       | Бен / Баллистико       |
| 2012—2013 | с   | Дни нашей жизни            | Days of Our Lives     | Брайан                 |
| 2013      | с   | Армейские жены             | Army Wives            | лейтенант Патрик Кларк |
| 2013      | ф   | Очень голодные игры        | The Starving Games    | Дэйл                   |
| 2013      | кор |                            | Something Wicked      | Эйден                  |
| 2014      | с   | Управление гневом          | Anger Management      | Тиффер                 |
| 2014      | тф  |                            | The Michaels          | Том Стэнфилд           |
| 2015      | тф  |                            | Ungodly Acts          | Дэниэл                 |
| 2015      | тф  |                            | Merry Kissmas         | Дастин                 |
| 2016      | ф   | Случайный контакт          | Accidentally Engaged  | Чейз Хантер            |
| 2016      | с   | Семейное положение         | Relationship Status   | Чёрч                   |
| 2017      | с   | Дорогие белые              | Dear White People     | Трэйн Локвуд           |
| 2017      | кор |                            | Broken Strings        | агент                  |
| 2018      | ф   | Пятьдесят оттенков свободы | Fifty Shades Freed    | Люк Сойер              |